# Bach bei Altenmarkt
Bach bei Altenmarkt, auch Bach in Altenmarkt und Bach (Altenmarkt), war ein Ort linksseitig im Gurktal im Bezirk St. Veit an der Glan in Kärnten. Die ehemals zur Streusiedlung gehörenden Höfe sind teils abgekommen, teils werden sie heute zu den Ortschaften Lassenberg in der Gemeinde Glödnitz und Zauchwinkel in den Gemeinden Glödnitz und Weitensfeld im Gurktal gezählt. 

## Lage
Bach bei Altenmarkt liegt etwa 2 km nördlich von Altenmarkt, teils in der Katastralgemeinde Glödnitz, teils in der Katastralgemeinde Altenmarkt. 
Der Ort darf weder mit der etwa 3 km weiter nordwestlich gelegenen Ortschaft Bach (Gemeinde Glödnitz) (auch Bach bei Glödnitz und Bach (Glödnitz)) noch mit der etwa 6 km ostnordöstlich gelegenen Ortschaft Bach (Zweinitz) in der Gemeinde Weitensfeld im Gurktal verwechselt werden.
Im Franziszeischen Kataster sind im Bereich der Flur- und Siedlungsnamen Bach in Altenmarkt folgende Hofnamen verzeichnet: in der heutigen Gemeinde Weitensfeld im Gurktal Zauchner (heute Zauchwinkel Nr. 13); in der heutigen Gemeinde Glödnitz Mooser (heute Zauchwinkel Nr. 3), Moritz (existiert nicht mehr), Linder (existiert nicht mehr) und Trabotzer (heute Lassenberg Nr. 10 und 14). 

## Geschichte
Bach bei Altenmarkt wurde zumindest von den 1830er- bis in die 1890er-Jahre als Ortschaftsname bei Kundmachungen über Stellungspflichtige und über Gerichtsverfahren verwendet. Im Topographischen Post-Lexicon von 1861 wurde Bach Altenmarkt als Ortschaft in den Ortsgemeinden Glödnitz und Weitensfeld gelistet. Bei den Volkszählungen 1869, 1880 und 1890 wurde der Weitensfelder Teil der Siedlung als eigene Ortschaft geführt. 1898 wurde die Ortschaft noch in einem Kärntner Landesgesetz erwähnt.

## Bevölkerungsentwicklung
Für die in der Gemeinde Weitensfeld zeitweise geführte Ortschaft Bach bei Altenmarkt bzw. Bach Altenmarkt wurden folgende Volkszählungsergebnisse veröffentlicht:
- 1869: 1 Haus, 30 Einwohner[3]
- 1880: 1 Haus, 22 Einwohner[4]
- 1890: 1 Haus, 16 Einwohner[5]